# Tom Lehrer
Tom Lehrer, celým jménem Thomas Andrew Lehrer, (9. dubna 1928 – 26. července 2025) byl americký hudebník, satirik a matematik.
Narodil se v New Yorku do židovské rodiny, od dětství hrál na klavír a později studoval matematiku na Harvardově univerzitě. Po dokončení studií pracoval jako učitel (Harvard, MIT, UCSC). V letech 1955–1957 sloužil v armádě. Již v roce 1953 vydal své první album Songs by Tom Lehrer. V 50. a 60. letech vystupoval i veřejně, ale později se věnoval převážně pedagogické činnosti. Rovněž psal písně pro americkou verzi britského pořadu That Was the Week That Was. Jeho písně jsou od roku 2020 volným dílem. Zemřel v Cambridge v Massachusetts ve věku 97 let.